# Fusarium boothii
Fusarium boothii är en svampart som beskrevs av O'Donnell, T. Aoki, Kistler & Geiser 2004. Fusarium boothii ingår i släktet Fusarium och familjen Nectriaceae.   Inga underarter finns listade i Catalogue of Life.